# 北朝鮮の核実験 (2016年9月)

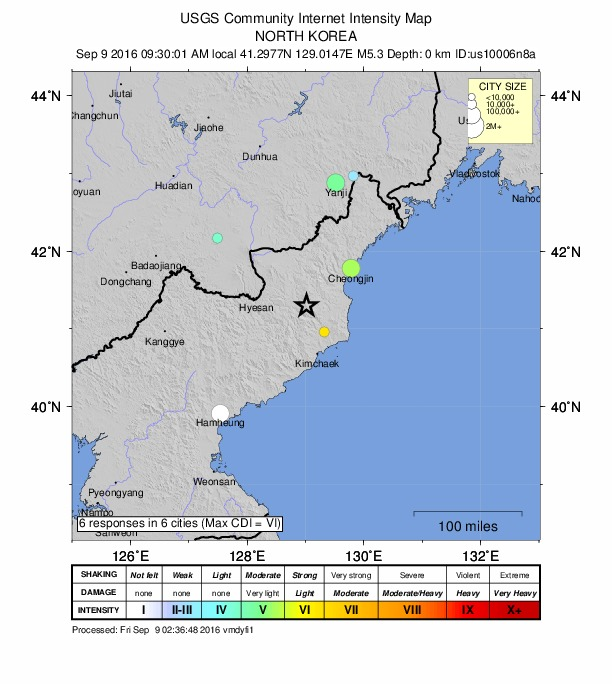
USGSによる2016年9月の北朝鮮核実験の地図

2016年9月の北朝鮮の核実験（きたちょうせんのかくじっけん）とは、2016年9月9日、朝鮮民主主義人民共和国（北朝鮮）咸鏡北道吉州郡豊渓里付近において行われた核実験。北朝鮮が核実験を行ったのは2006年、2009年、2013年、2016年1月に続き5度目となる。

## 概要
9月9日は北朝鮮の建国記念日にあたる。日本の気象庁は同日午前9時30分ごろ、北朝鮮付近で自然地震と異なる地震波を観測した。震源はごく浅く、マグニチュードは5.3と推定される。
朝鮮中央テレビが、9日「核爆発実験を実施した」と発表した。

## 分析
韓国国防省は今回の爆発規模は、過去の核実験では最大規模のTNT火薬換算10キロトン程度とみている。
韓国気象庁は爆発地点は前回から西に９キロほど離れており、爆発エネルギーは前回の2倍程度としている。

## 国際社会の反応

### 国際機関の反応
- 国際連合 - 9日午後に安全保障理事会が非公開の緊急会合を開き、実験は一連の安保理決議と核の不拡散体制に「明白に違反している」として、「強く非難」する報道機関向けの声明を全会一致でまとめた。今後、対北朝鮮の追加制裁を視野に協議する姿勢も示された[4]。

### 各国の反応
- 日本 - 安倍晋三首相は、9日北朝鮮の「核実験」の報に「断じて容認できない。」と述べた[5]。11日には外務省の金杉憲治アジア大洋州局長がソン・キムアメリカ合衆国国務省北朝鮮政策担当特別代表と会談し、北朝鮮を非難するとともに最も強力な措置を取ることで合意し[6]、13日には中国の武大偉朝鮮半島問題特別代表とも電話会談し連携の確認を行った[7]。
- アメリカ合衆国 - バラク・オバマ大統領は、９日声明を発表し、「地域の安全保障と世界の平和や安定にとって重大な脅威だ。」として強く非難した。そして「アメリカは北朝鮮を核保有国として決して認めない。挑発的な行動は孤立させるだけだ。」と警告した[8]。
- 韓国 - 朴槿恵大統領は９日、訪問先のラオスの首都ビエンチャンで「金正恩政権の狂的な無謀さを証明している」とし、「このような挑発は自滅をさらに早めることになる」と非難するメッセージを出した[9]。
- ロシア - セルゲイ・ラブロフ外相は10日、ジュネーブでの記者会見で北朝鮮による核実験に言及し「国際法を無視するものだ」と非難した[10]。

## 影響
- 日本 - 原子力規制庁は10日、北朝鮮の地下核実験を受けて、航空自衛隊の航空機が9日午後に日本海上空で採取したちりを分析した結果、実験に由来する放射性物質は検出されなかったと発表した[11]。
- 韓国 - 朴槿恵大統領は東アジアサミットへの出席などのためラオスを訪れていたが、9日午前に急遽幹部らとの緊急対策会議を開催。その後の日程の一部を取りやめて帰国した[9]。